# Trigonistis macrobela
Trigonistis macrobela är en fjärilsart som beskrevs av Turner 1903. Trigonistis macrobela ingår i släktet Trigonistis och familjen nattflyn. Inga underarter finns listade i Catalogue of Life.